# Wester-Koggenland
Wester-Koggenland  este o fostă comună din provincia Olanda de Nord, Țările de Jos. În 2007 a fost reorganizată teritoriul său fiind inclus în noua comună Koggenland.

## Localități componente
Avenhorn, Berkhout, De Goorn, Oudendijk, Rustenburg, Scharwoude, Spierdijk, Ursem, Wogmeer, Zuidermeer.